# Komlan Agbégniadan
Komlan Agbégniadan (26 marzo 1991) è un calciatore togolese, centrocampista del West African e della Nazionale togolese.

## Carriera

### Club
Ha giocato nel massimo campionato togolese e ghanese.

### Nazionale
Ha esordito con la Nazionale togolese nel 2016.